# Johann Christian Reinhart

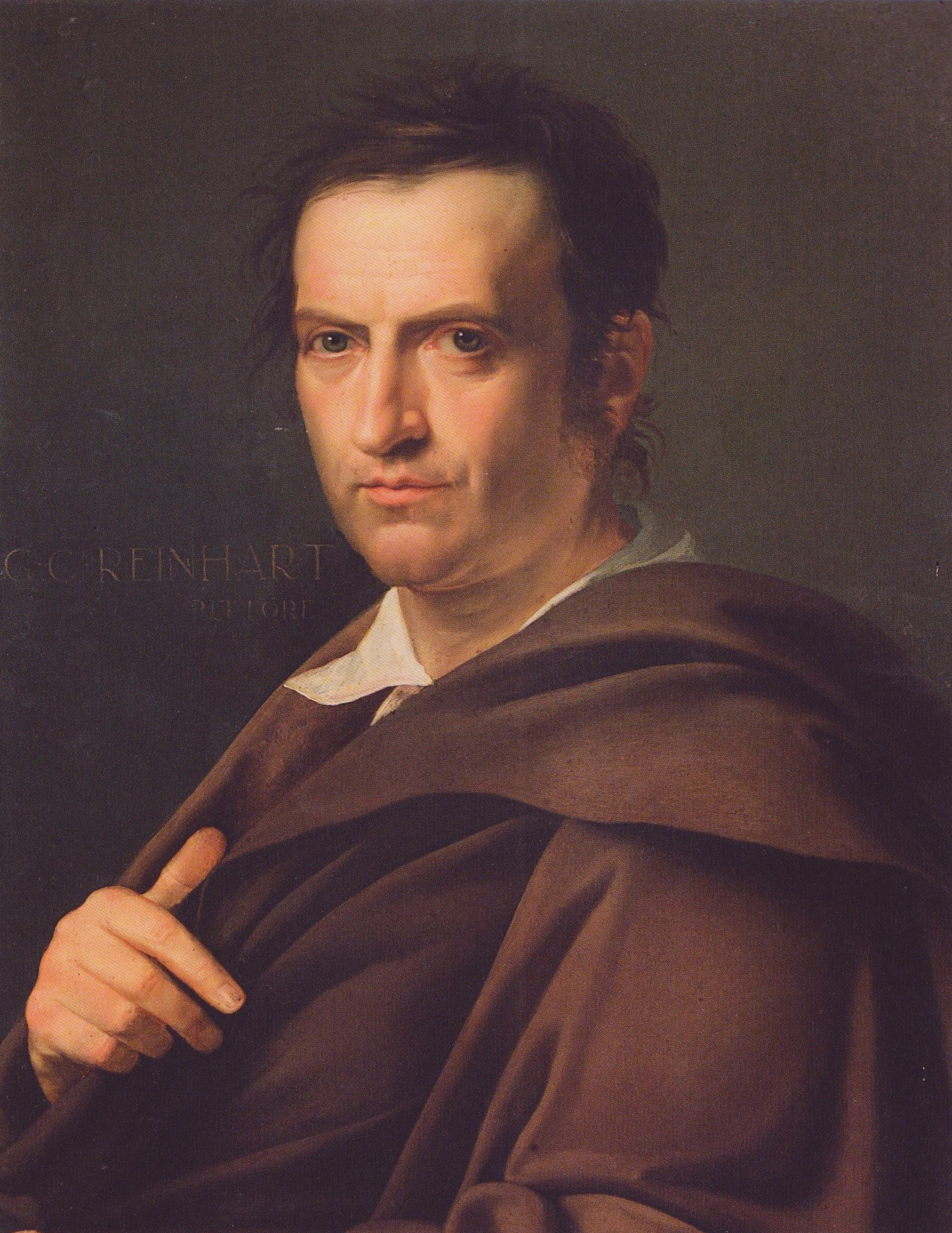
J. C. Reinhart, porträtiert von José de Madrazo y Agudo (Öl auf Holz, 1812)

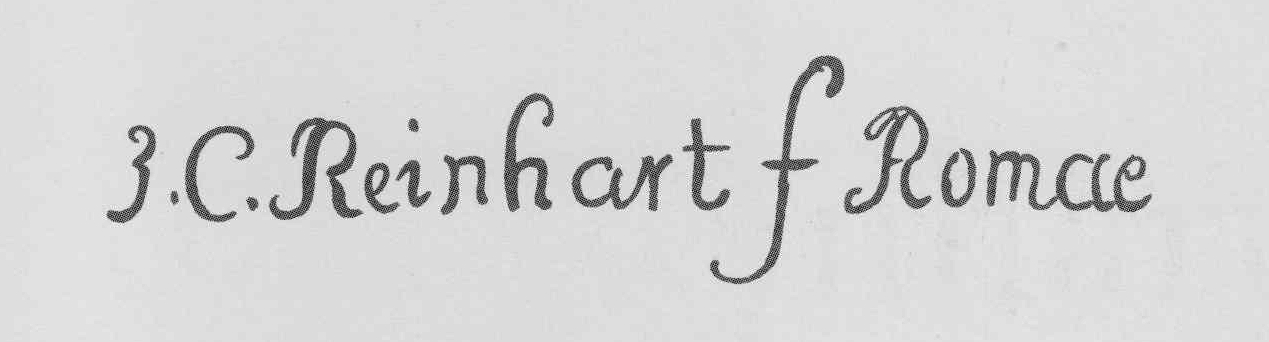
Künstlersignatur Johann Christian Reinharts

Johann Christian Reinhart (* 24. Januar 1761 in Hof; † 9. Juni 1847 in Rom, ▭ Cimitero acattolico) war ein deutscher Maler, Zeichner und Radierer. Er galt als Mittelpunkt der deutschen Künstlerkolonie in seiner Wahlheimat Rom und wurde vor allem durch seine heroischen Ideallandschaften bekannt. Er befand sich mit seinem Werk an der Schwelle zwischen Klassizismus und Romantik und wird für die Zeit um 1800 zu den am höchsten geschätzten Künstlern seiner Art gerechnet.

## Leben

### Deutschland

#### Kindheit und Jugend

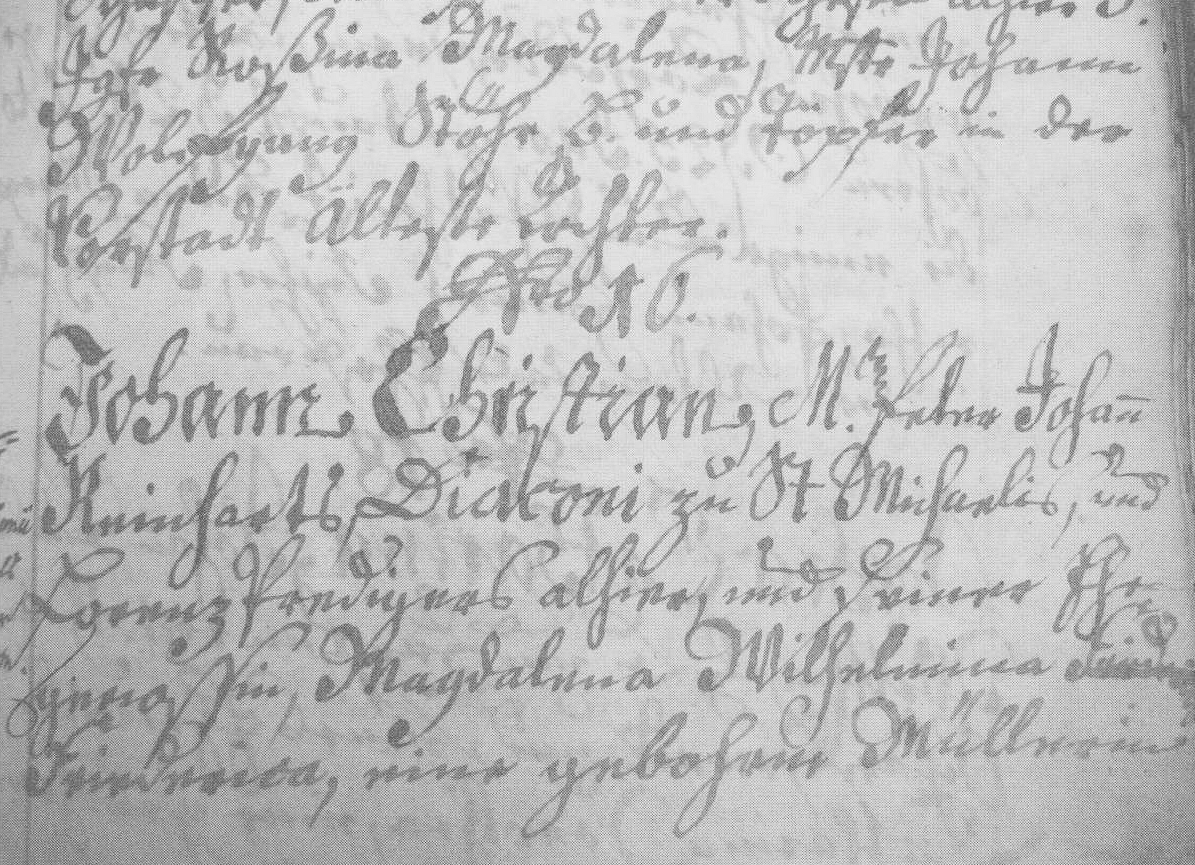
Geburtseintrag für Johann Christian Reinhart im Kirchenbuch von St. Michaelis in Hof

Johann Christian Reinhart wurde 1761 in Hof als zweiter von drei Söhnen des Ehepaars Peter Johann und Magdalena Wilhelmine Friederike Reinhart geboren. Sein gleichnamiger älterer Bruder starb noch vor Reinharts Geburt als Kleinkind, der jüngere Bruder Amandus (* 1762) im Jahr 1834.
Reinharts Vater (* 1717), ein evangelischer Archidiakon und Vesperprediger, der einer Familie von Dachdeckern entstammte, starb bereits 1764, als Johann Christian drei Jahre alt war. Die Mutter (* 1730), Tochter des Justizrates Johann Karl Sigmund Müllner, heiratete 1780 erneut und lebte bis 1784.
Reinhart besuchte ab 1768 das Hofer Gymnasium, heute Jean-Paul-Gymnasium, an dem sein Vater seit 1748 Konrektor gewesen war. Bei der Schulabschlussfeier hielt er 1778 die Abschiedsrede mit dem Titel De utilitate artis pingendi in rebus sacris rite institutae(Über den Nutzen der in geistlichen Sachen wohl eingerichteten Malkunst), ein erster Hinweis auf sein Interesse für die bildende Kunst.

#### Studienjahre
Ab 1778 begann Reinhart, dem Vorbild seines Vaters und dem Wunsch seiner Mutter folgend, ein Theologiestudium in Leipzig, widmete sich aber bald ausschließlich dem Studium der Zeichenkunst an der dortigen Zeichnungs-, Mahlerey- und Architecturakademie. Deren erster Direktor, Adam Friedrich Oeser, hatte bereits Goethe unterrichtet. In einem vermutlich an Oeser gerichteten Empfehlungsschreiben von 1779 bat Reinharts verwitwete Mutter um Unterstützung – auch materieller Art – für die neuen Interessen ihres Sohnes. Reinhart gab Zeichen- und Malunterricht und schuf erste Illustrationen zu Gedichten und Romanen.
Im Frühling 1782 verlobte sich Reinhart mit der damals 18-jährigen Thekla Podleska, die im Hause Johann Adam Hillers zur Sängerin ausgebildet wurde und später an den Hof der Dorothea von Kurland nach Mitau südwestlich von Riga ging. Die Romanze wird als intensiv beschrieben, es kam jedoch keine Ehe zustande, denn Reinhart orientierte sich zunehmend nach Italien als dem Land der Sehnsucht deutscher Künstler.
Das Paar traf sich 1786 das letzte Mal, bis 1788 wurden noch Briefe ausgetauscht.

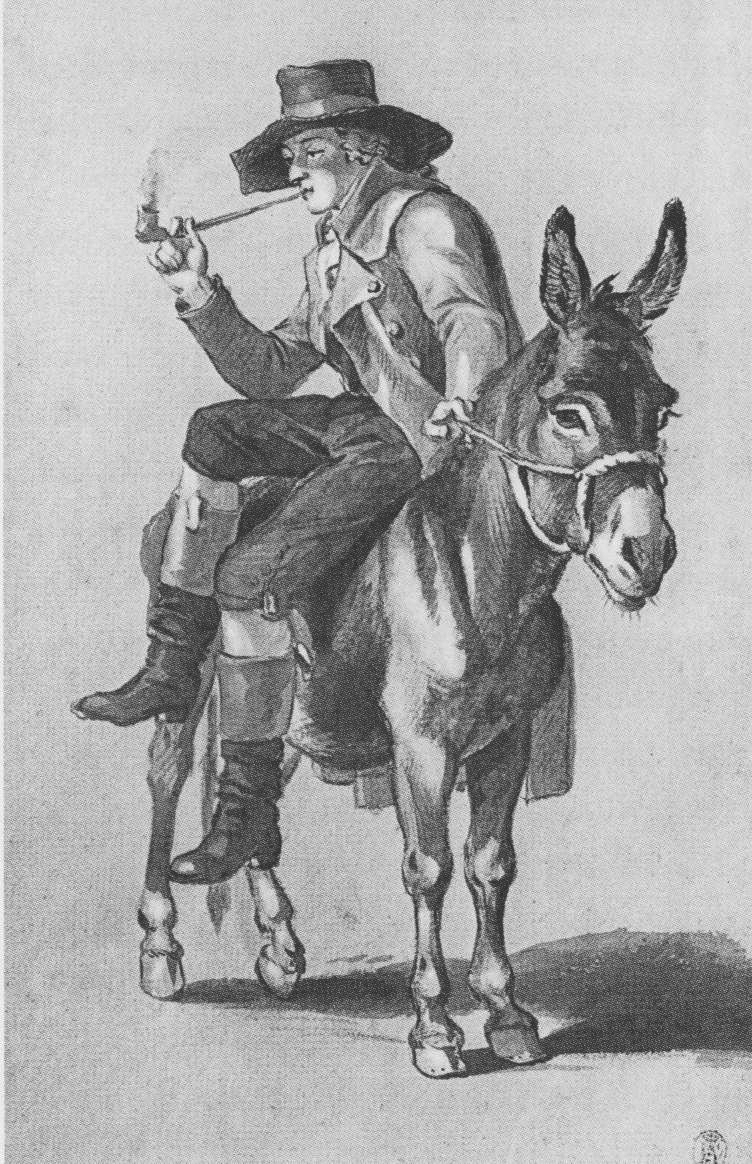
Schiller, auf einem Esel reitend (1785/87)

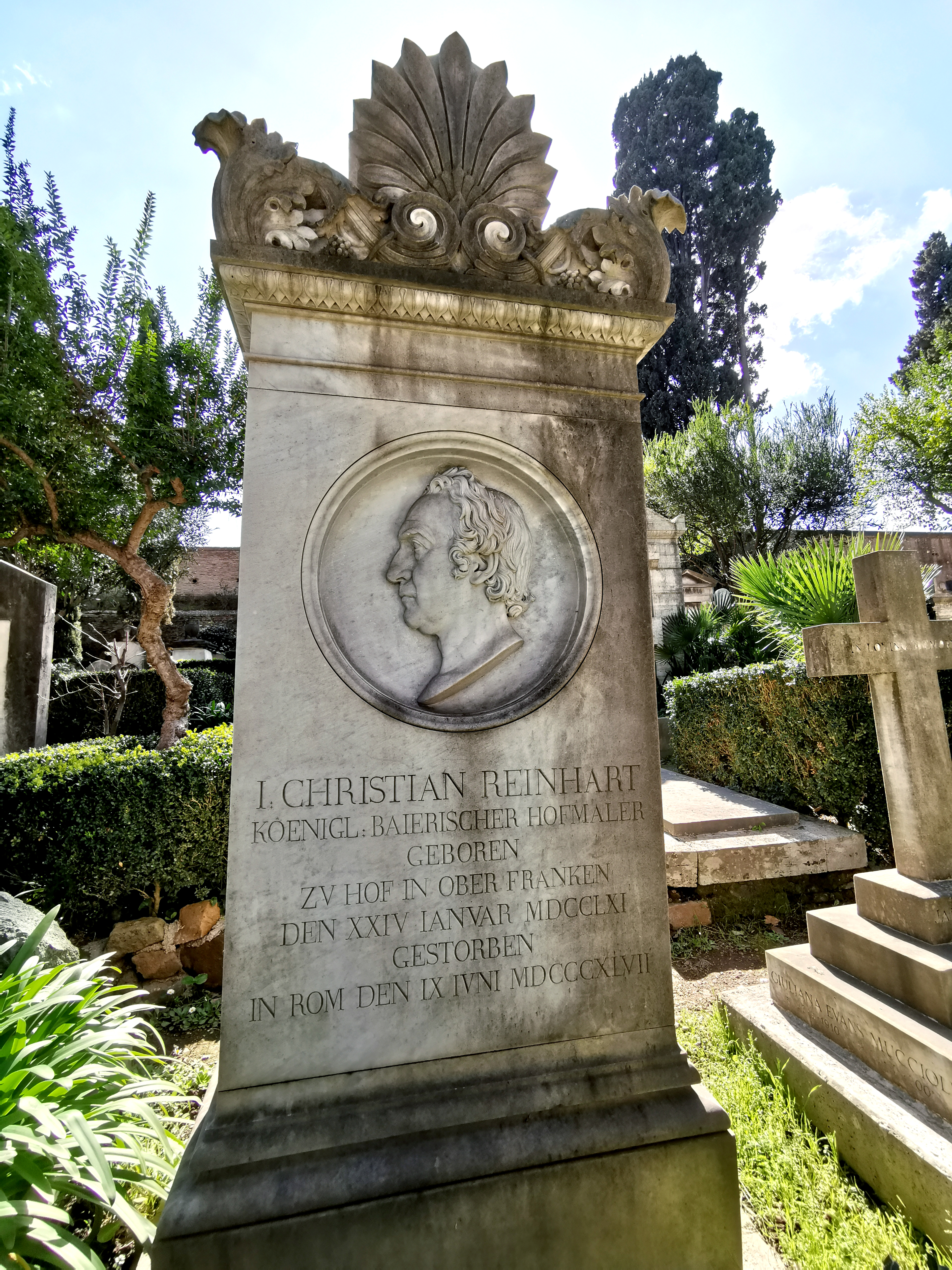
Grab auf dem Nichtkatholischen (Protestantischen) Friedhof Rom

1783 zog Reinhart der dortigen Galerie Alter Meister wegen nach Dresden, wo er enger auf die Landschaftskunst bezogenen Privatunterricht bei Johann Christian Klengel nahm und den Schweizer Maler Konrad Gessner kennenlernte. Erste Radierungen entstanden und Reinhart nahm an der Dresdner Akademieausstellung teil. Anlässlich des Todes seiner Mutter 1784 traf er seinen Bruder Amandus in Hof, der seit drei Jahren beim Theologiestudium geblieben war. Johann Christian Reinhart unternahm Wanderungen durch Sachsen, Thüringen, das Vogtland und Böhmen; mit der Dichterin Elisa von der Recke reiste er von Karlsbad nach Gotha und weiter durch Sachsen.
1785, zurück in Leipzig, traf er Friedrich Schiller, der ihm zu einem Studienaufenthalt in Italien riet. Zwischen beiden entwickelte sich eine Freundschaft. Als Reinhart nach Rom gezogen war, kam es erst nach zwölf Jahren, 1801, zur Wiederaufnahme der Verbindung in Form eines Briefwechsels, der bis zu Schillers Tod fortgesetzt wurde. Reinhart schuf einige Arbeiten, die Schiller wiedergeben; um 1800 widmete er ihm eine Radierung. Dem von Bertel Thorvaldsen 1839 auf dem Schillerplatz in Stuttgart errichteten Denkmal  diente eine Zeichnung Reinharts als Vorlage.
Ebenfalls 1785 wurde Reinhart in die Freimaurerloge Minerva zu den drei Palmen aufgenommen. Von 1786 bis 1789 hielt er sich am Hof Herzog Georgs I. von Sachsen-Meiningen auf, der ihm bereits vorher angeboten hatte, ihn in seine Dienste zu nehmen. Reinhart begleitete den Herzog unter anderem 1787 auf einer Reise nach Bad Ems und an den Rhein, die von beiden auch zum Zeichnen in der Natur genutzt wurde. In dieser Zeit, ab 1788, entstand das Thüringer Skizzenbuch.

### Rom

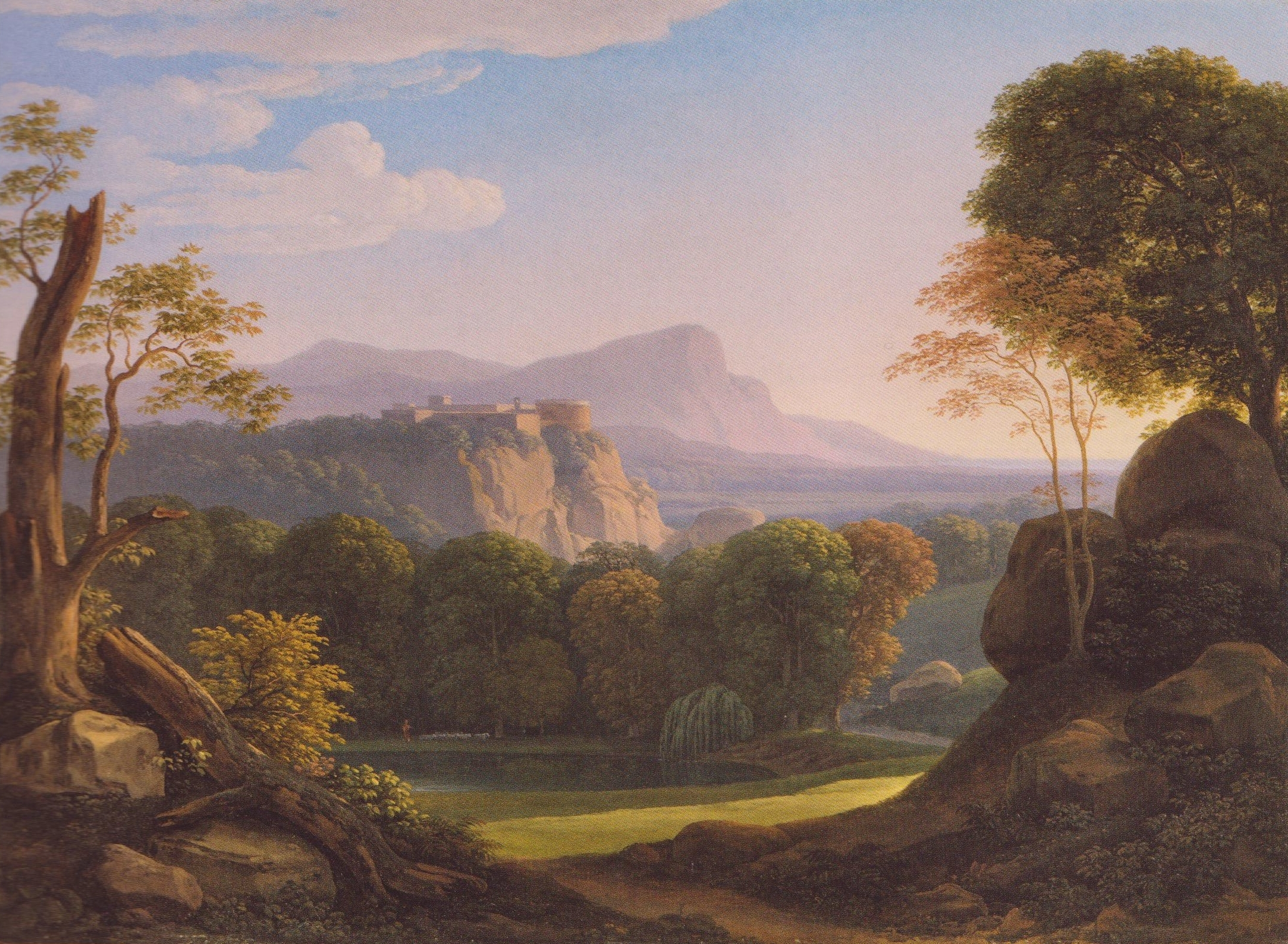
Italienische Landschaft mit Schloss auf einem Bergrücken (Öl auf Holz, 1804)

Im Oktober 1789 reiste Reinhart über Hof, Erlangen, Augsburg, Innsbruck und Bozen nach Rom, wo er zu Weihnachten ankam und sein weiteres Leben verbrachte. Die Übernahme der Reisekosten und eine bis 1791 ausgezahlte Pension verdankte er Markgraf Alexander von Brandenburg-Ansbach.
1798 überstand Reinhart eine Erkrankung an Malaria. 1801 oder 1802 heiratete er die Italienerin Anna Caffò (1775–1851). Die Einrichtung der Zivilehe, die es zu dieser Zeit in Rom gab, ermöglichte ihm die Eheschließung, ohne zum Katholizismus konvertieren zu müssen. Anna, Tochter eines Schachtelmalers, hatte seinen Haushalt besorgt und ihm während einer weiteren schweren Erkrankung beigestanden. Das Paar hatte drei Kinder: Elisa (1806–1810), Erminio (1811–1853) und Teresa (1804–1875).
Reinharts Persönlichkeit wurde von Zeitgenossen als „stark profiliert“, „selbstbewusst“, aber auch als „unerbittlich und unversöhnlich“ beschrieben. Schon als Student in Leipzig soll er als „unkonventionell“ und „unbefangen“ aufgefallen sein. Ludwig Richter erlebte ihn als „große, etwas hagere, aber kräftige Gestalt“. Eine Bekanntschaft mit dem als eigensinnig und exzentrisch bekannten Lord Bristol endete im Streit und führte 1802 zur Entstehung der Karikatur von Lord Bristol, Bischof von Derry.
Zusammen mit Friedrich Sickler gab Reinhart 1810 und 1811 den Almanach aus Rom für Künstler und Freunde der Bildenden Kunst heraus. 1810 wurde er zum Mitglied der Preußischen Akademie der Künste ernannt und 1813 in die Accademia di San Luca aufgenommen. Im Jahr 1830 folgte die Ernennung zum Mitglied der Königlichen Akademie der Künste in München und 1839 zum kgl. baierischen Hofmaler. Bereits 1825 hatte er nach dem Tod des Hofmalers Friedrich Müller, genannt Maler Müller, dessen Pension übertragen bekommen. In den Jahren 1830/31 wurde Reinhart durch eine Augenentzündung, die eine einseitige Sehschwäche zurückließ, fast ein Jahr von der Arbeit abgehalten, 1837 erkrankte er an der Cholera.
Mit der neu aufkommenden öffentlichen Kunstkritik konnte sich Reinhart wie andere nicht arrangieren; über Kunst könne nur der Künstler selber urteilen. 1833 beteiligte er sich daher mit Franz Ludwig Catel, Joseph Anton Koch und weiteren an der Streitschrift Drei Schreiben aus Rom gegen Kunstschreiberei in Deutschland. Reinhart gilt heute als eine, wenn nicht die zentrale Figur in der damaligen deutschen Künstlerkolonie Roms. Die deutschstämmigen Künstler Roms trafen sich im Caffè Greco und bei der hannoverschen Gesandtschaft in der Villa Malta auf dem Pincio. Von deren Turmzimmer aus malte Reinhart im Auftrag König Ludwigs I. in den Jahren 1829 bis 1835 die Temperabilder Vier Ansichten von der Villa Malta auf Rom.

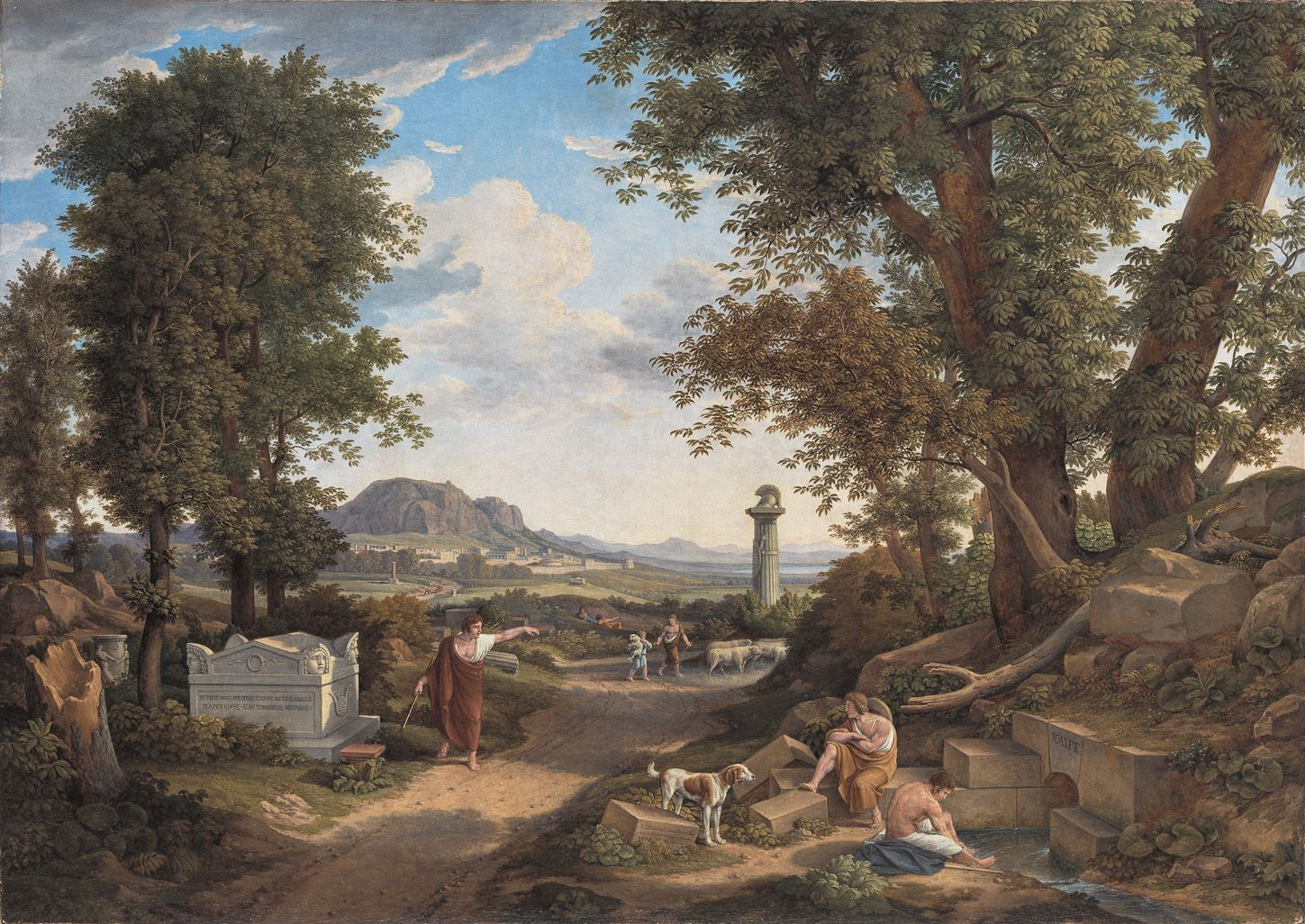
Die Erfindung des korinthischen Kapitells durch Kallimachos (Öl auf Leinwand, 1846)

1846 entstand Johann Christian Reinharts letztes Gemälde Die Erfindung des korinthischen Kapitells durch Kallimachos. Er starb im Jahr darauf 86-jährig in Rom. Seine Frau überlebte ihn um vier Jahre. Reinhart ist auf dem Cimitero acattolico begraben. Dieser römische Friedhof war für Ausländer nicht katholischen Glaubens bestimmt. Der Leipziger Theologe Ludwig Theodor Elze, zu diesem Zeitpunkt noch Predigerkandidat, vertrat bei der Beerdigung den für Rom angestellten protestantischen Prediger. Das Grabmal wurde 1852 im Auftrag des Vereins der deutschen Künstler in Rom von dem Bildhauer Heinrich Mathia ausgeführt. Die klassizistische Stele trägt eine Reliefplakette mit dem Abbild des Künstlers, der Inschrift KOENIGL. BAIERISCHER HOFMALER und seinen Lebensdaten.
Den Nachlass Johann Christian Reinharts in Form von Briefen und Tagebüchern nahm zum größten Teil der Lyriker Heinrich Wilhelm Stieglitz an sich, in der Absicht, eine Biographie zu verfassen. Er verstarb jedoch schon 1849 und das Material gelangte an Reinharts Biographen Andreas Andresen und Otto Baisch. Es ist heute im Wesentlichen verschollen, Reste befinden sich in der Bayerischen Staatsbibliothek, dem Zentralarchiv der Staatlichen Museen Berlin, im Stadtarchiv Hof und an anderen Standorten.

## Werk und Rezeption
Die Bedeutung Johann Christian Reinharts liegt vor allem in der Landschaftsmalerei. Reinhart gab die wirklichkeitsgetreue Darstellungsweise der Vedutenmalerei auf und ist dem Klassizismus im Übergang zur Romantik zuzuordnen. Hubertus Gaßner bezeichnet ihn diesbezüglich als „Künstler der Schwelle“. Demgegenüber sieht der Bildhauer und Reinhart-Sammler Richard Tuttle die Position des Künstlers weniger zwischen dem „Licht der Aufklärung“ und dem „Dunkel der Romantik“, sondern ordnet ihn eher bei den Frühromantikern ein.
Christliche oder biblische Thematiken stellte Reinhart nur selten dar. Der ab etwa 1810 in Rom aufkommenden Malerei der Nazarener (eine Bezeichnung, die möglicherweise auf ihn zurückgeht) stand er ablehnend gegenüber: diese seien vor allem Nachahmer Alter Meister, übernähmen deren Mängel und es fehle ihnen an Selbstständigkeit. Tierstudien und Jagdmotive finden sich bei Reinhart aufgrund seiner eigenen Jagdleidenschaft hingegen häufiger. Zeitgenössische Berichte über seinen „deftigen, mitunter derben Humor“ finden ihre Entsprechung in den von ihm erhaltenen Karikaturen, in denen er beispielsweise den Kunstkritiker Ludwig von Schorn oder, in weniger aggressiver Weise, seinen Lehrer Adam Friedrich Oeser darstellte.

„Zunächst von den empfindsamen Tendenzen seines Leipziger Lehrers Adam Friedrich Oeser geprägt, sodann partiell der Bewegung des Sturm und Drang verpflichtet, avancierte Reinhart auf römischem Boden zu einem Hauptvertreter der klassizistischen Landschaftskunst. Gemeinsam mit Joseph Anton Koch setzte er sich zum Ziel, den Typus der heroischen Ideallandschaft, der im Laufe des 18. Jahrhunderts etwas ins Hintertreffen geraten war, […] zu erneuern und für die Kunst des 19. Jahrhunderts zu etablieren.“

### Malerei
Die Kunsthistorikerin Inge Feuchtmayr veröffentlichte 1975 ein Werkverzeichnis Johann Christian Reinharts. Sie teilte seine Gemälde in drei Gruppen ein: 39 seien heute noch nachweisbar, weitere 140 müssten als nicht aufgefunden gelten. Ihre Existenz lasse sich nicht mehr nachweisen oder sie seien verschollen. Sieben Gemälde seien ihm fälschlicherweise zugeschrieben worden. Herbert W. Rott präzisiert dies in dem 2012 erschienenen Katalog zur Ausstellung in der Hamburger Kunsthalle dahingehend, dass rund 40 Gemälde für Reinhart nachweisbar und gesichert sowie 80 zwar durch Quellen oder Fotografien belegt, heute aber verloren seien. Bei weiteren 60 Werken müsse angezweifelt werden, dass sie je existiert hätten. Zusammenfassend geht er davon aus, dass Reinhart, nehme man die kleineren Arbeiten und Studien aus, in fünfzig Jahren etwa 100 bis 120 Gemälde geschaffen habe. Sein Œuvre sei damit in seinem Umfang dem anderer zeitgenössischer Landschaftsmaler in Rom vergleichbar. Genannt werden Joseph Anton Koch, Johann Martin von Rohden und der mit Reinhart befreundete niederländische Maler Hendrik Voogd. Reinhart schuf überwiegend Auftragswerke, etwa für Ludwig I. von Bayern, Karl IV. von Spanien oder Kunstmäzene und Sammler wie Johann Gottlob von Quandt. Auch andere Künstler, so der Bildhauer Bertel Thorvaldsen und der bayerische Hofarchitekt Leo von Klenze, kauften Gemälde Reinharts an.

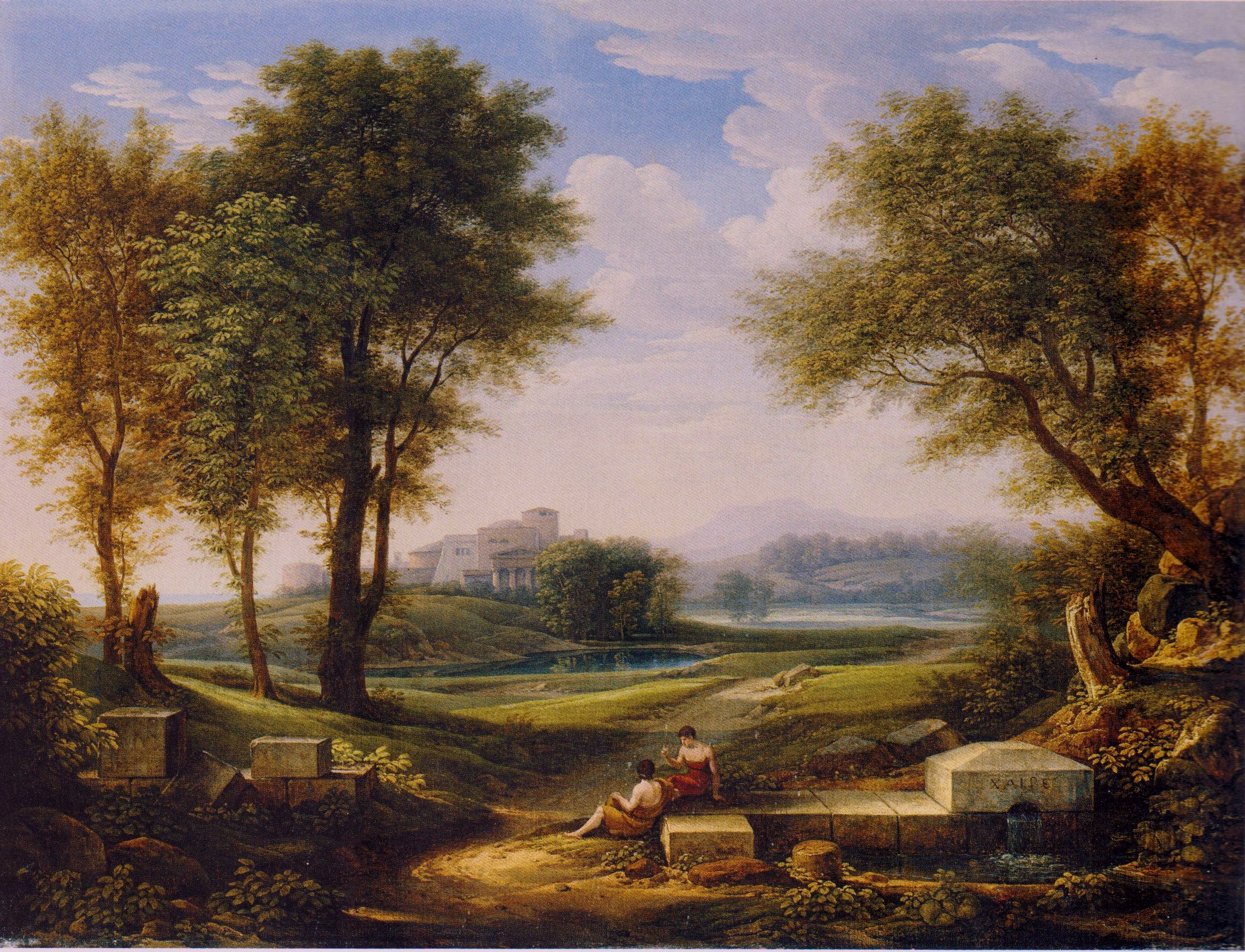
Ideallandschaft mit zwei Hirten an einer Quelle (Öl auf Leinwand, 1811)

In Reinharts erster Lebenshälfte entstanden nur wenige Gemälde, die ersten in den Jahren 1784 und 1785. Zusammen mit Konrad Gessner widmete er sich damals dem Studium der Natur und in Dresden dem der niederländischen Landschaftsmaler (Jacob van Ruysdael, Meindert Hobbema und andere). In Rom behauptete sich Reinhart zuerst, auch in wirtschaftlicher Hinsicht, eher als Radierer denn als Maler. Mit steigender Bekanntheit seiner Ideal- und Sturmlandschaften wurde er zu Beginn des neuen Jahrhunderts als der führende Landschaftsmaler Italiens angesehen; ein Rang, in dem er den durch seine Malerei erfolgreich und wohlhabend gewordenen Jakob Philipp Hackert ablöste. Nach Feuchtmayr hat sich Reinhart mit „den Mitteln des wissenschaftlichen und intuitiven Denkens“ tiefer in die Natur eingearbeitet als dieser und mit seiner Naturtreue und seiner Idealisierung der Landschaft entscheidenden Einfluss auf die deutsche Landschaftsmalerei ausgeübt. Gleichzeitig stand das Beharren auf dem Bildungsgut der Klassik einer Weiterentwicklung dieses Stils der Malerei im Wege: Reinhart hinterließ keine „Schule“ von Malern und die rein klassizistische Landschaftskunst ging mit ihm zu Ende.
In seiner Malerei blieb er den um 1800 gefundenen Konzepten sein Leben lang treu, weshalb auch von einer „gewissen Erstarrung“ die Rede sein kann. Reinharts Gemälde bewegen sich zwischen den Polen realitätsnaher Vedutenmalerei wie der nur widerwillig angenommenen Auftragsarbeit der vier Ansichten von der Villa Malta einerseits und heroisch-idealen Landschaften andererseits. Mit letzteren entwickelte er einen eigenen, neuen Bildtypus. Beeinflusst wurde Reinhart dabei von den Werken der Maler Claude Lorrain und Nicolas Poussin, die er in römischen Sammlungen finden konnte oder, wie bei Gaspard Dughet, selbst besaß. Auch der befreundete Nicolas-Didier Boguet sowie François-Marius Granet, der in Reinharts unmittelbarer Nachbarschaft wohnte, übten Einfluss auf ihn aus. In seinen Bildern folgte Reinhart den Vorstellungen des Kunsttheoretikers Carl Ludwig Fernow, der ihm 1803 im Neuen Teutschen Merkur einen Aufsatz über die Landschaftsmalerei widmete: idealisierte, südliche Landschaften mit Staffagen aus der Antike.
Reinhart malte sowohl in Öl als auch in Tempera; eine Technik, die er sich ab 1825 aneignete. Er verwendete die in ihrer Wirkung der Freskomalerei ähnlichen Temperafarben unter anderem bei acht großformatigen Landschaftsgemälden, die in die Wände eines Palazzos eingelassen werden sollten. Dieser von Francesco Saverio Massimo in Auftrag gegebene Zyklus ist seit seiner Auslagerung von der Alten Nationalgalerie in den Berliner Flakturm Zoo während des Zweiten Weltkrieges verschollen. Die Ansichten von der Villa Malta, Reinharts zweiter großer Temperazyklus in Form eines Stadtpanoramas, blieben jedoch erhalten und sind heute im Besitz der Neuen Pinakothek:

„Reinharts großformatige Ansichten sind ein monumentales Zeugnis für diese vergangene Epoche romantischer Rombegeisterung.“

### Grafik

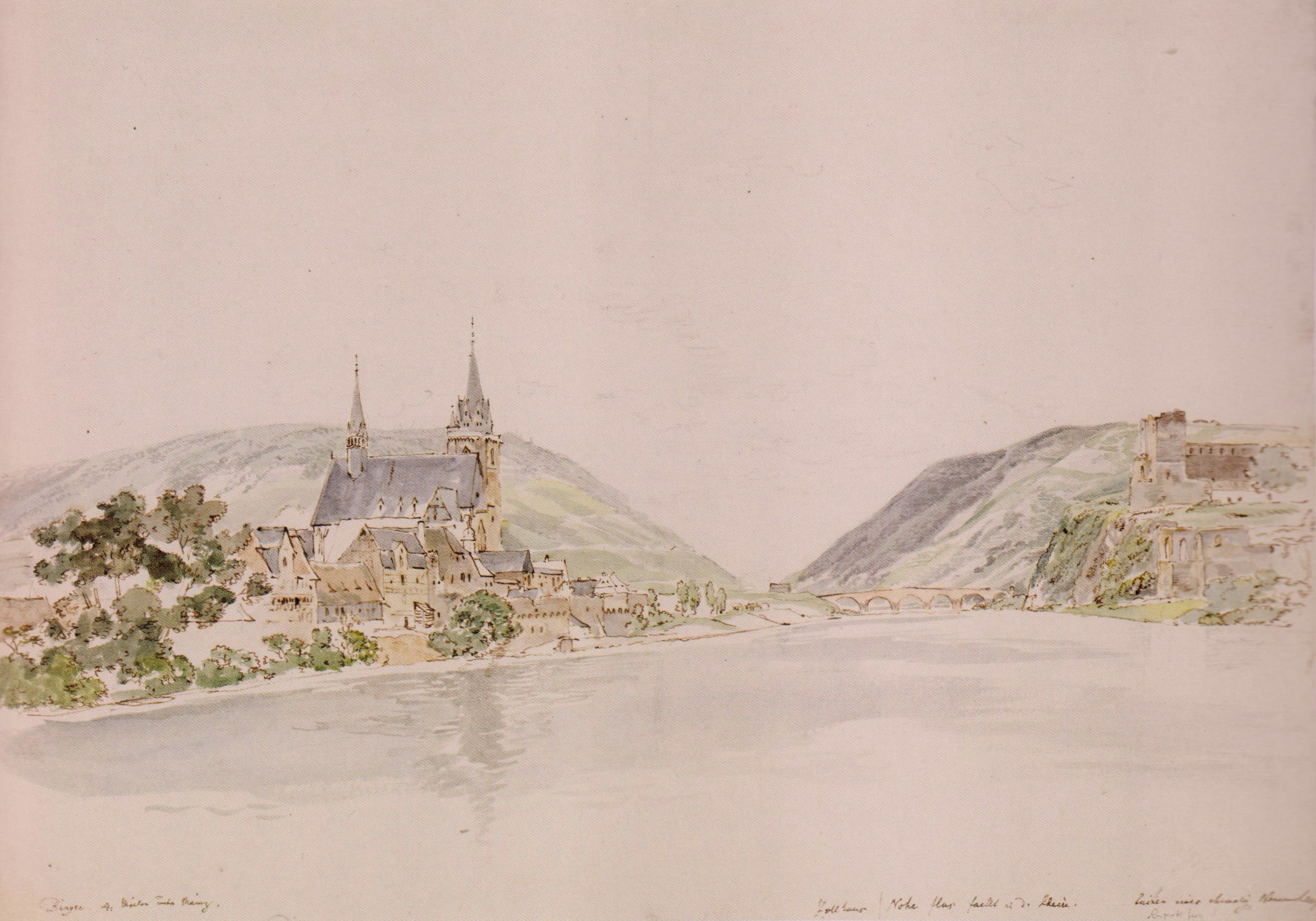
Ansicht von Bingen mit der Drususbrücke (Aquarell, Feder, 1787)

Bis 2012 wurde Reinharts Werk nicht in größerem Umfang in Farbe publiziert, was erklären könnte, dass er weniger als Maler, sondern eher als Grafiker bekannt wurde. Feuchtmayr katalogisierte 426 Zeichnungen in öffentlichen Sammlungen und Privatbesitz; schwerer identifizierbar sind ihr zufolge jene, deren Existenz nur im Kunsthandel oder anhand von Quellen dokumentiert ist. Bezüglich der Druckgrafik griff sie auf Andreas Andresen zurück, der 170 Radierungen und fünf ab 1818 entstandene Lithografien auflistete. Rechnet man die in Skizzen- und Klebebänden mit nur einer Katalognummer enthaltenen sowie die seitdem Reinhart neu zugeordneten Blätter hinzu, so sind von ihm mindestens 600 Zeichnungen erhalten; angefertigt haben dürfte er deutlich mehr. Neun Aquarellskizzen etwa, die Ansichten des Mittelrheintals zeigen, konnten erst im Jahr 2002 als Werke Reinharts identifiziert werden. Sie entstanden 1787 auf seiner Reise mit Herzog Georg I. von Sachsen-Meiningen. Die aquarellierten Graphit- und Federzeichnungen werden inzwischen als ein Höhepunkt von Reinharts Schaffen bezeichnet. Schauplätze der Geschichte, wie das schon in römischer Zeit besiedelte Bingen oder die um 1210 erbaute Burg Ehrenfels, geben der realen Landschaft den „idealen“ Anspruch. Die Bewertung, dass Reinhart seine wichtigsten Werke erst in Rom angefertigt habe, musste insofern zurückgenommen werden.
Der Verkauf seiner Zeichnungen und Radierungen war mindestens bis zum Erhalt einer Pension 1825 ein wesentlicher Bestandteil von Reinharts Lebensunterhalt. Der Künstler, der zeitlebens immer wieder Geldsorgen hatte, verkaufte an Italienreisende, an Sammler und Kunsthändler wie Johann Friedrich Frauenholz oder Carl Gustav Boerner und produzierte seine Zeichnungen gezielt für den damaligen Kunstmarkt. Er zeichnete mit Feder, Graphitstift, Pinsel und Kreide und kombinierte die Techniken gerne. Kohle, Rötel und Silberstift waren hingegen Techniken, die er nur selten verwendete.

### Lyrik

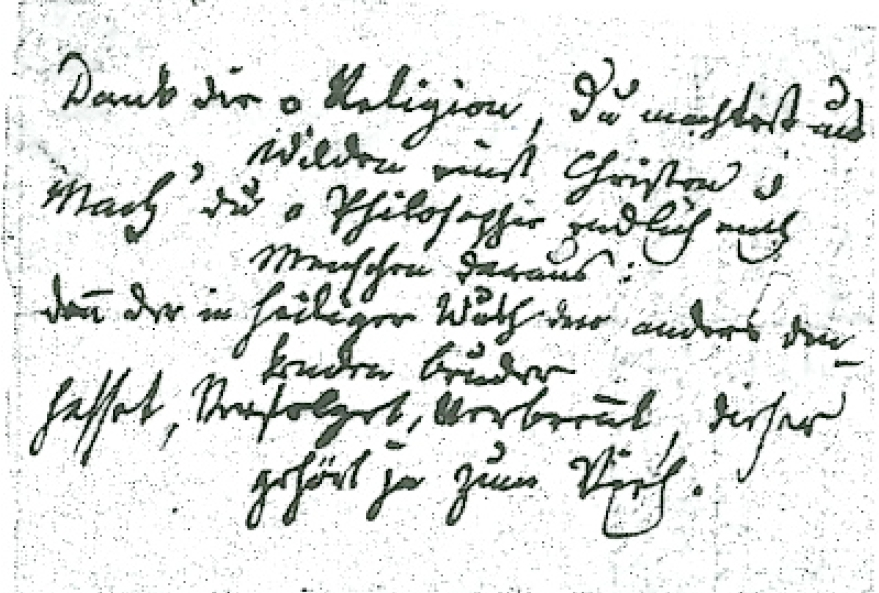
Gedicht für Friedrich Thöming (1846) Der Text lautet:
Dank dir, o Religion, du machtest aus Wilden einst Christen,
Mach du, o Philosophie, endlich auch Menschen daraus:
Denn der in heiliger Wut den anders denkenden Bruder
Hasset, verfolget, verbrennt, dieser gehört ja zum Vieh.

Weniger beachtet und ohne Resonanz in der Literaturgeschichte, hinterließ Reinhart über sein zeichnerisches und malerisches Werk hinaus eine Reihe von Gedichten und Epigrammen, die einen Einblick in seine Gedankenwelt erlauben. Auch die Landschaft war Thema seiner Gedichte; vor allem aber lässt sich an ihnen die Sympathie des Malers für die Ideen der Freimaurerei und die damit verbundene Kritik an der römisch-katholischen Kirche erkennen:
Die Wegsäule

Still steh ich, o Wandrer, doch zeig ich den Weg Dir, ich gleiche

Deinem Priester, auch er geht nicht den Weg, den er zeigt
Gottes Ebenbild (1846)

Dein Stolz, o Mensch, erkühnte sich zu sagen:

Nach seinem eignen Bilde schuf mich Gott.

Sei ehrlich, Mensch, antworte meinen Fragen:

Schufst du nach Deinem Bild nicht Deinen Gott?

### Nachwirkung

#### Rom und Heimatstadt
An Reinharts letztem Wohnhaus in Rom, heute Nr. 29 in der Via Quattro Fontane, erinnert seit 1963 eine Gedenktafel an ihn. In seiner Geburtsstadt Hof sind das Johann-Christian-Reinhart-Gymnasium und die Reinhartstraße nach ihm benannt. Als Auszeichnung für kulturelle Verdienste verleiht die Stadt Hof jährlich die Johann-Christian-Reinhart-Plakette.

#### Museumsbestände
Drei Radierungen und eine Zeichnung Reinharts gelangten bereits 1869 als Geschenk Ditlev Gothard Monrads in das damalige Colonial Museum in Wellington und weiter in das heutige Museum of New Zealand Te Papa Tongarewa. Nach einer zunächst zögerlichen Ankaufspolitik erwarben im Laufe des 20. Jahrhunderts Museen in Berlin, Dresden, Frankfurt am Main und Hamburg Werke Reinharts; seit 1990 auch das British Museum in London mit einer Landschaftsstudie von 1785 und das Metropolitan Museum of Art in New York mit fünf Zeichnungen sowie die Washingtoner National Gallery of Art, die Ende 2013 einen Besitz von 29 Werken angab.
Mit dem Johann-Christian-Reinhart-Cabinett besteht in Hof, in der Heimatstadt Reinharts, ein Kunstmuseum, das eigens für die Werke des Malers eingerichtet wurde. Es zeigt neben den vor Ort vorhandenen Kunstwerken auch Werke in digitaler Form.

#### Ausstellungen
Werke Johann Christian Reinharts wurden in Deutschland, Österreich und Rom seit 1858 auf zahlreichen Sammelausstellungen zu übergreifenden Themen der klassizistischen bzw. romantischen Malerei, der Landschaftsdarstellung und der Zeichenkunst gezeigt. Einzelausstellungen fanden 1927 in der Hamburger Kunsthalle, 1930 und 1961 zu seinem 200. Geburtstag in Hof sowie 1963 im römischen Palazzo Braschi statt. Seit 2011 kam es zu zwei Ausstellungen anlässlich seines 250. Geburtstages und zu einer gemeinsamen Retrospektive der Hamburger Kunsthalle und der Münchner Neuen Pinakothek, die von einem umfangreichen Ausstellungskatalog begleitet wurde:
- Johann Christian Reinhart aus Hof. Ausstellung aus Anlass des 250. Geburtstags von Reinhart, veranstaltet vom Kulturkreis Hof. Museum Bayerisches Vogtland, 24. Januar 2011 bis 20. März 2011.[66]
- Blicke auf Rom. Dem Deutsch-Römer Johann Christian Reinhart zum 250. Geburtstag. Kurator Dieter Richter. Rom, Casa di Goethe, 2. Februar 2011 bis 15. Mai 2011.[67]
- Johann Christian Reinhart. Ein deutscher Landschaftsmaler in Rom. Hamburger Kunsthalle, 26. Oktober 2012 bis 27. Januar 2013; Neue Pinakothek, 21. Februar 2013 bis 26. Mai 2013.[68]

## Werke (Auswahl)
| Bild | Titel                                                      | Jahr    | Größe / Technik                                                  | Sammlung / Besitzer                                                                            |
| ---- | ---------------------------------------------------------- | ------- | ---------------------------------------------------------------- | ---------------------------------------------------------------------------------------------- |
|      | Der sächsische Prinzenraub (auch: Altenburger Prinzenraub) | 1785    | 36,5 × 46,5 cm, Öl auf Bütten                                    | Bis 2014 verschollen, verkauft für € 37.500 bei Villa Grisebach Auktionen                      |
|      | Auch ich in Arkadien (Et in Arcadia ego)                   | 1785    | 28,6 × 40 cm, Feder in Braun, Pinsel in Grau, Schwarz und Ocker  | München, Privatbesitz                                                                          |
|      | Der Mäuseturm und die Ruine Ehrenfels                      | 1787    | 31,2 × 40,8 cm, Aquarell, Feder in Braun, über Graphit, Deckweiß | Hof, Johann-Christian-Reinhart-Cabinett                                                        |
|      | Grabmal in der zerstörten etruskischen Stadt Falerium      | 1796    | 37,6 × 28,3 cm, Radierung                                        | Hof, Johann-Christian-Reinhart-Cabinett Hof, Sammlung der Stadt Hof                            |
|      | Die große heroische, Schiller dedizierte Landschaft        | um 1800 | 41 × 51,4 cm, Radierung                                          | Staatliche Graphische Sammlung München                                                         |
|      | Baumstudie „Ariccia“                                       | 1801    | 43,2 × 55 cm, Kreide auf Bütten                                  | Bis 2013 unbekannt, zur Auktion angeboten bei Villa Grisebach Auktionen, verkauft für € 21.250 |
|      | Blick auf Tivoli                                           | 1813    | 76 × 57,5 cm, Öl auf Leinwand                                    | Schweinfurt, Museum Georg Schäfer                                                              |
|      | Sturmlandschaft mit Reiter                                 | 1824    | 73 × 62 cm, Öl auf Leinwand                                      | Leipzig, Museum der bildenden Künste                                                           |
|      | Zwei Windhunde bei einem toten Hasen                       | 1828    | 20,2 × 27 cm, Feder in grau, braun laviert, über Graphit         | Hof, Johann-Christian-Reinhart-Cabinett, Sammlung Viessmann                                    |
|      | Gewitterlandschaft mit Gebirgssee und Wasserfall           | 1831    | 49 × 66,5 cm, Öl auf Leinwand                                    | München, Neue Pinakothek                                                                       |
|      | Im Park der Villa Doria Pamphilj                           | 1832    | 71 × 101 cm, Öl auf Leinwand                                     | Essen, Museum Folkwang                                                                         |
|      | Sturmlandschaft (Wanderers Sturmlied)                      | 1832    | 70,4 × 92,2 cm, Öl auf Leinwand                                  | Stuttgart, Staatsgalerie                                                                       |
|      | Karikatur auf Dr. Ludwig Schorn in München                 | 1833    | 28,8 × 20,4 cm, Feder in Braun, grau und graublau laviert        | Staatliche Museen Berlin, Kupferstichkabinett                                                  |
|      | Blick von der Villa Malta in Rom nach Westen               | 1835    | 167 × 266,5 cm, Tempera auf Leinwand                             | München, Neue Pinakothek                                                                       |

## Stammbaum der Familie Reinhart
|                            |                            |                            |                            |                            |                            | Peter Johann Reinhart (1717–1764) | Peter Johann Reinhart (1717–1764) | Peter Johann Reinhart (1717–1764)     | Peter Johann Reinhart (1717–1764)     | Peter Johann Reinhart (1717–1764)     | Peter Johann Reinhart (1717–1764)     |                                       |                                       |                                       |                                       |                                       |                                       | Magdalena Wilhelmine Friederike Müllner (1730–1784) | Magdalena Wilhelmine Friederike Müllner (1730–1784) | Magdalena Wilhelmine Friederike Müllner (1730–1784) | Magdalena Wilhelmine Friederike Müllner (1730–1784) | Magdalena Wilhelmine Friederike Müllner (1730–1784) | Magdalena Wilhelmine Friederike Müllner (1730–1784) |                                               |                                               |
|                            |                            |                            |                            |                            |                            | Peter Johann Reinhart (1717–1764) | Peter Johann Reinhart (1717–1764) | Peter Johann Reinhart (1717–1764)     | Peter Johann Reinhart (1717–1764)     | Peter Johann Reinhart (1717–1764)     | Peter Johann Reinhart (1717–1764)     |                                       |                                       |                                       |                                       |                                       |                                       | Magdalena Wilhelmine Friederike Müllner (1730–1784) | Magdalena Wilhelmine Friederike Müllner (1730–1784) | Magdalena Wilhelmine Friederike Müllner (1730–1784) | Magdalena Wilhelmine Friederike Müllner (1730–1784) | Magdalena Wilhelmine Friederike Müllner (1730–1784) | Magdalena Wilhelmine Friederike Müllner (1730–1784) |                                               |                                               |
|                            |                            |                            |                            |                            |                            |                                   |                                   |                                       |                                       |                                       |                                       |                                       |                                       |                                       |                                       |                                       |                                       |                                                     |                                                     |                                                     |                                                     |                                                     |                                                     |                                               |                                               |
|                            |                            |                            |                            |                            |                            |                                   |                                   |                                       |                                       |                                       |                                       |                                       |                                       |                                       |                                       |                                       |                                       |                                                     |                                                     |                                                     |                                                     |                                                     |                                                     |                                               |                                               |
|                            |                            |                            |                            | Anna Caffò (1775–1851)     | Anna Caffò (1775–1851)     | Anna Caffò (1775–1851)            | Anna Caffò (1775–1851)            | Anna Caffò (1775–1851)                | Anna Caffò (1775–1851)                |                                       |                                       | Johann Christian Reinhart (1761–1847) | Johann Christian Reinhart (1761–1847) | Johann Christian Reinhart (1761–1847) | Johann Christian Reinhart (1761–1847) | Johann Christian Reinhart (1761–1847) | Johann Christian Reinhart (1761–1847) |                                                     |                                                     | Johann Amandus Friedrich Reinhart (1762–1834)       | Johann Amandus Friedrich Reinhart (1762–1834)       | Johann Amandus Friedrich Reinhart (1762–1834)       | Johann Amandus Friedrich Reinhart (1762–1834)       | Johann Amandus Friedrich Reinhart (1762–1834) | Johann Amandus Friedrich Reinhart (1762–1834) |
|                            |                            |                            |                            | Anna Caffò (1775–1851)     | Anna Caffò (1775–1851)     | Anna Caffò (1775–1851)            | Anna Caffò (1775–1851)            | Anna Caffò (1775–1851)                | Anna Caffò (1775–1851)                |                                       |                                       | Johann Christian Reinhart (1761–1847) | Johann Christian Reinhart (1761–1847) | Johann Christian Reinhart (1761–1847) | Johann Christian Reinhart (1761–1847) | Johann Christian Reinhart (1761–1847) | Johann Christian Reinhart (1761–1847) |                                                     |                                                     | Johann Amandus Friedrich Reinhart (1762–1834)       | Johann Amandus Friedrich Reinhart (1762–1834)       | Johann Amandus Friedrich Reinhart (1762–1834)       | Johann Amandus Friedrich Reinhart (1762–1834)       | Johann Amandus Friedrich Reinhart (1762–1834) | Johann Amandus Friedrich Reinhart (1762–1834) |
|                            |                            |                            |                            |                            |                            |                                   |                                   |                                       |                                       |                                       |                                       |                                       |                                       |                                       |                                       |                                       |                                       |                                                     |                                                     |                                                     |                                                     |                                                     |                                                     |                                               |                                               |
|                            |                            |                            |                            |                            |                            |                                   |                                   |                                       |                                       |                                       |                                       |                                       |                                       |                                       |                                       |                                       |                                       |                                                     |                                                     |                                                     |                                                     |                                                     |                                                     |                                               |                                               |
| Elisa Reinhart (1806–1810) | Elisa Reinhart (1806–1810) | Elisa Reinhart (1806–1810) | Elisa Reinhart (1806–1810) | Elisa Reinhart (1806–1810) | Elisa Reinhart (1806–1810) |                                   |                                   | Erminio Giovanni Reinhart (1811–1853) | Erminio Giovanni Reinhart (1811–1853) | Erminio Giovanni Reinhart (1811–1853) | Erminio Giovanni Reinhart (1811–1853) | Erminio Giovanni Reinhart (1811–1853) | Erminio Giovanni Reinhart (1811–1853) |                                       |                                       | Maria Teresa Reinhart (1804–1875)     | Maria Teresa Reinhart (1804–1875)     | Maria Teresa Reinhart (1804–1875)                   | Maria Teresa Reinhart (1804–1875)                   | Maria Teresa Reinhart (1804–1875)                   | Maria Teresa Reinhart (1804–1875)                   |                                                     |                                                     |                                               |                                               |